# 賀丹
賀丹（直译：「亞當·臧·辛頓」，2003年7月9日—）為美國男子籃球運動員，場上位置為後衛，現效力於常春藤盟校康奈尔大学。

## 籃球生涯
賀丹離開哈佛西湖学校後進入康奈尔大学农业和生命科学学院就讀。
2018年在中華民國籃球協會告知下賀丹於15歲取得了中華民國護照，由於16歲以前就取得中華民國護照，若代表中華男籃出賽時可不佔用歸化球員名額。2023年7月賀丹與弟弟賀博一同入選威廉瓊斯盃男籃賽中華白隊，賀丹在該屆賽事的場均表現為14.1分、3.4籃板、2.6助攻。

## 國家隊生涯
2025年7月31日，賀丹入選中華男籃參加2025年亞洲盃籃球賽。

## 個人生活
他的父親羅伯特·辛頓（Robert Hinton）是非裔美國人，母親臧珍卓為臺灣人，15歲到美國讀書，賀丹的曾外祖父是飛行員，外祖父則是廣播節目製作人，外祖母潘爾豪1949年前往臺灣，退休前從事教職，前NBA球員理查德·汉密尔顿是父親的親戚。賀丹的母親考量臧姓鮮為人知，賀丹的英文名字直譯不像華人，於是採辛頓（Hinton）諧音「賀」取名為能代表華人的名字「賀丹」。

## 外部連結
- 賀丹在fiba.basketball（英语）
- 賀丹在Sports-Reference.com（NCAA）（英语）
- 賀丹在Eurobasket.com（球員）（英语）
- 賀丹在Proballers（英语）
- 賀丹在RealGM（球員）（英语）